# Barnaba (Wołatkowski)
Barnaba, imię świeckie: Wasilij Wasiljewicz Wołatkowski, w innym wariancie: Wołostkowski (ur. 1660 lub 1672 w Wołostkowie, zm. 27 września?/8 października 1730 w Chołmogorach) – biskup Rosyjskiego Kościoła Prawosławnego.

## Życiorys
Pochodził z Rzeczypospolitej, jego ojciec służył w stopniu kapitana w wojsku polskim. Ukończył kolegium Mohylańskie; będąc jego słuchaczem złożył wieczyste śluby mnisze. Po uzyskaniu końcowego dyplomu został zatrudniony w kolegium w charakterze wykładowcy. Od 1705 żył w Moskwie, do Rosji sprowadził także dwóch swoich braci. Był już wówczas hieromnichem i pracę dydaktyczną w szkołach łacińskich łączył z obowiązkami spowiednika w Monasterze Zaikonospasskim.
24 sierpnia 1712 został wyświęcony na arcybiskupa chołmogorskiego i waskiego, jednak z powodu oblodzenia rzek dotarł do swojej siedziby dopiero w końcu listopada tego roku. W 1714 utworzył szkołę przy monasterze św. Mikołaja w Korelii. W roku następnym błogosławił wzniesienie w Archangielsku cerkwi Zwiastowania. Pozostawał w dobrych relacjach z Piotrem I, mógł zwracać się do niego bezpośrednio z różnymi problemami. Wielokrotnie ubiegał się o zmianę granic eparchii, zwracając uwagę na zbyt duży obszar, jaki obejmowała, niedostateczną liczbę kapłanów, zaliczanie dzieci duchownych do chłopstwa. W 1723 otworzył przy domu biskupim szkołę słowiańsko-ruską, która następnie została przekształcona w seminarium duchowne. W 1725 na polecenie Synodu przeprowadził obrzęd pozbawienia godności biskupiej arcybiskupa nowogrodzkiego Teodozjusza.
W ostatnich latach życia był ciężko chory i nie prowadził już aktywnej działalności publicznej. Został pochowany w soborze Przemienienia Pańskiego w Chołmogorach.